# Grammer Interior Components
Grammer Interior Components GmbH (Eigenschreibweise GRAMMER; bis Juni 2016 Reum Kunststoff- und Metalltechnik GmbH) ist ein deutscher Hersteller von Interieurkomponenten für die Automobilindustrie sowie Bediensystemen für Haushaltsgeräte und Automobile mit Sitz in Hardheim und weiterem Standort in Brotterode-Trusetal. Zusammen mit seiner polnischen Schwestergesellschaft Grammer Interior Components Polska Sp. z o.o. gehört das Unternehmen seit Ende 2015 der Grammer AG an.

## Geschichte

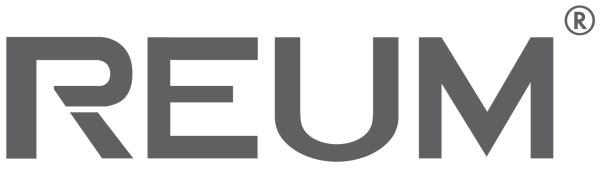
Logo der vormaligen Reum Kunststoff- und Metalltechnik GmbH

Die Grammer Interior Components GmbH wurde am 7. Dezember 2010 unter dem Namen Reum Kunststoff- und Metalltechnik GmbH als Vorratsgesellschaft gegründet und am 18. Januar 2011 von der zu HTP Investments gehörenden HTP Automotive GmbH erworben. Zweck des Erwerbs war die Übernahme von Vermögensgegenständen der ehemaligen Reum GmbH (früher Reum AG; Insolvenzantrag am 25. August 2010) an den Standorten Hardheim, Calw und Trusetal, die mittels Asset-Deal-Vertrag vom 18. Januar 2011 zum 1. Februar 2011 erfolgte.
Der Produktionsstandort Calw wurde aufgrund eines Gesellschafterbeschlusses vom Januar 2014 zum 31. März 2015 geschlossen. Neben Hardheim blieb der Standort Trusetal erhalten.
Am 28. Dezember 2015 wurde die im Oktober desselben Jahres angekündigte Übernahme der Reum-Gruppe durch die Grammer AG kartellrechtlich genehmigt und abgeschlossen. Am 21. März 2016 wurde mit der Grammer AG ein Beherrschungs- und Gewinnabführungsvertrag abgeschlossen, dem die Gesellschafterversammlung am 19. Mai 2016 zugestimmt hat. Seit 1. Juni 2016 firmiert das Unternehmen unter Grammer Interior Components GmbH.

## Kennzahlen
Die heutige Grammer Interior Components GmbH erwirtschaftete 2014 mit durchschnittlich 735 Mitarbeitern einen Umsatz in Höhe von 117,1 Millionen Euro. Zum 31. Dezember 2014 beschäftigte die Gesellschaft einschließlich Auszubildenden, Aushilfen und Leiharbeitern 888 Personen an den Standorten Hardheim, Calw und Trusetal.
Die Unternehmensgruppe (kumuliert inkl. heutiger Grammer Interior Components Polska Sp. z o.o.) wies für 2014 einen Umsatz von 127,3 Millionen Euro sowie insgesamt 950 Mitarbeiter aus.

## Produkte und Kunden
Produkte
Das Produktespektrum des Unternehmens beläuft sich auf den Verbund von Kunststoffspritzgussteilen mit gestanztem und umgeformtem Metall für den Innenraum von Kraftfahrzeugen sowie Bedienfelder für Gebrauchsgüter.
Kunden
Zu den Kunden zählen Automobilhersteller wie Audi, Bentley, BMW, Daimler, Porsche und Rolls-Royce sowie Hersteller von Gebrauchsgütern (Haushaltsgeräte und Unterhaltungselektronik) wie Braun, BSH, Liebherr, Loewe, Miele und Philips.